# Alisma triviale
Alisma triviale là một loài thực vật có hoa trong họ Alismataceae. Loài này được Pursh mô tả khoa học đầu tiên năm 1813.